# Лазаревський Михайло Матвійович
Миха́йло Матві́йович Лазаре́вський (* 12 липня 1818 с. Гирявка сучасного Конотопського району — † 3 травня 1867) — близький товариш Тараса Шевченка, один з шести братів Лазаревських.

## Життєпис
У 1837 закінчив Ніжинський ліцей.
У 1838 поступив на службу в Чернігівську палату.
У 1840 призначений столоначальником, того ж року по власному бажанню переводиться в Орськ.
У 1841-1846 жив у Тобольську, в 1845 в Оренбурзі був столоначальником-попечителем «прилінійних киргизів».
У 1856 знову переїхав до Оренбурга, чиновник прикордонної комісії.
З 1850 — радник Петербурзького губернського правління.
Познайомився з Тарасом Шевченком у 1847. Кілька разів зустрічався з ним в Орську, листувався та намагався матеріально допомагати йому. Через Михайла Тарас одержував книжки та потрібні речі для творчості. Клопотав про його звільнення та одним з перших про це звільнення сповістив: 7 квітня 1857 надіслав поету великодні крашанки, гроші, фарби та лист зі звісткою про помилування.
У 1858 до одержання в червні квартири у Академії мистецтв, Шевченко жив у Михайла. Надалі часто харчувався у Лазаревських. 12 червня того року Шевченко подарував Лазаревському рукопис свого щоденника. Лазаревський доклав багато зусиль, щоб Шевченко здобув звання академіка гравюри, серед іншого, влаштував меценатську допомогу.
Коли Шевченко важко захворів, найбільше серед братів клопотався забезпеченням належних умов для його одужання, 11 березня 1861 подав прохання петербурзькому військовому генерал-губернатору про дозвіл перевезти тіло Шевченка в Україну.